# Scopula asopiata
Scopula asopiata là một loài bướm đêm trong họ Geometridae.